# Nihan Güneyligil
Nihan Güneyligil; z domu Yeldan (ur. 7 lutego 1982 w Stambule) – turecka siatkarka, reprezentantka kraju, grała na pozycji libero.
Pod koniec maja 2009 roku poślubiła tureckiego trenera siatkarskiego Atamana Güneyligil.

## Osiągnięcia klubowe
Mistrzostwo Turcji:
- 2010, 2011
- 2004, 2017
- 2002, 2003, 2006, 2012

Puchar Top Teams:
- 2004

Puchar Challenge:
- 2008

Puchar CEV:
- 2013, 2016
- 2009

Superpuchar Turcji:
- 2009, 2010

Puchar Turcji:
- 2010

Liga Mistrzyń:
- 2012
- 2010
- 2011

Klubowe Mistrzostwa Świata:
- 2010
- 2012

## Osiągnięcia reprezentacyjne
Igrzyska Śródziemnomorskie:
- 2009

Liga Europejska:
- 2009
- 2010

## Nagrody indywidualne
- 2008: Najlepsza libero Pucharu Challenge